# Bethania
Bethania é uma cidade  localizada no estado norte-americano de Carolina do Norte, no Condado de Forsyth.

## Demografia
Segundo o censo norte-americano de 2000, a sua população era de 354 habitantes. 
Em 2006, foi estimada uma população de 387, um aumento de 33 (9.3%).

## Geografia
De acordo com o United States Census Bureau tem uma área de 
1,9 km², dos quais 1,9 km² cobertos por terra e 0,0 km² cobertos por água.

## Localidades na vizinhança
O diagrama seguinte representa as localidades num raio de 12 km ao redor de Bethania. 